# 仁田義男
仁田 義男（にった よしお、1922年5月24日 - 2006年12月16日）は、日本の作家。兵庫県出身。
本名・寺田義男。1958年「墓場の野師」で文学界新人賞受賞。その後時代小説を書いた。2006年、うっ血性心不全のため死去。

## 著書
- やはり神さまはいた 日本の巌窟王（吉田石松）産報 1963
- 苛烈!ガダルカナル 学習研究社 1972- (Ein books)
- 画狂一代  小説葛飾北斎 集英社 1989.4
- 大老の首 集英社文庫 1989
- 剣聖伊藤一刀斎 われ開眼せり 徳間文庫 1990.5
- 剣聖伊藤一刀斎 神剣払捨刀 徳間文庫 1991.4
- 剣聖伊藤一刀斎 秘剣見山 徳間文庫 1991.10
- 剣聖伊藤一刀斎 殺人剣修羅 徳間文庫 1992.2
- 剣聖伊藤一刀斎 無想活人剣 徳間文庫 1992.7
- 柳生花妖剣 徳間文庫 1994.7
- 殺法松の葉 柳生花妖剣 徳間文庫 1994.9
- 非常の人徳川吉宗 徳間文庫 1995.1
- 捨心十兵衛杖 柳生花妖剣 徳間文庫 1995.7